# Pirmin Werner
Pirmin Werner (Sciaffusa, 10 gennaio 2000) è uno sciatore freestyle svizzero, specialista dei salti.

## Biografia
Originario di Sciaffusa e attivo in gare FIS dall'agosto 2016, Pirmin Werner ha debuttato in Coppa del Mondo il 19 gennaio 2019, giungendo 6º a Lake Placid. Il 28 febbraio 2020 ha ottenuto, ad Almaty, il suo primo podio nel massimo circuito, classificandosi al 2º posto nella gara vinta dallo statunitense Christopher Lillis. Nello stesso contesto l'anno seguente ha ottenuto la sua prima vittoria. Ai Campionati Mondiali di Almaty 2021 ha ottenuto la sua prima medaglia iridata, l'argento nei salti a squadre. Nell'edizione di Engadina 2025 ha vinto la sua prima medaglia individuale, di bronzo, oltre al bronzo nella gara a squadre.

## Palmarès

### Mondiali
- 3 medaglia:
  - 1 argento (salti a squadre ad Almaty 2021)
  - 2 bronzi (salti, salti a squadre a Engadina 2025)

### Coppa del Mondo
- Miglior piazzamento in classifica generale: 17º nel 2020
- Miglior piazzamento nella Coppa del Mondo di salti: 3º nel 2021 e nel 2023
- 10 podi:
  - 4 vittorie
  - 3 secondi posti
  - 3 terzi posti

#### Coppa del Mondo - vittorie
| Data             | Luogo     | Paese      | Disciplina |
| ---------------- | --------- | ---------- | ---------- |
| 13 marzo 2021    | Almaty    | Kazakistan | AE         |
| 4 dicembre 2022  | Ruka      | Finlandia  | AE         |
| 19 marzo 2023    | Almaty    | Kazakistan | AE         |
| 16 dicembre 2023 | Changchun | Finlandia  | AE         |

Legenda:

AE = salti